# Orgelforscher
Orgelforscher ist die Bezeichnung für eine Person, die sich der Erforschung orgelbaulicher, orgelhistorischer und/oder orgelspezifischer Sachgebiete widmet.

## Begriff
Im entsprechenden Kontext werden auch die Bezeichnungen Organologe und/oder Orgelhistoriker verwendet, wobei sich letzterer vorwiegend und spezifisch orgelhistoriografischen Fragen zuwendet. Michael Praetorius gilt als erster Orgelgeschichtsschreiber. Die Bezeichnung „Orgelkundler“ ist hingegen unüblich, volkstümlich, wegen ihrer Unschärfe irreführend und zu allgemein. Anders verhält es sich bei der diesbezüglichen Fach- bzw. Fachlehrerbezeichnung (z. B. Prof. für Orgelkunde), die sich allgemein auf das ganze Gebiet bezieht.
Die genannten Bezeichnungen sind nicht geschützt und setzen keine Ausbildung voraus. Nur für Orgelsachverständige bietet die Vereinigung der Orgelsachverständigen Deutschlands einen Ausbildungskurs in Verbindung mit der Hochschule für Kirchenmusik Heidelberg an.

## Beispiele
- Gerhard Aumüller (* 1942), deutscher Mediziner
- Wolf Bergelt (* 1951), deutscher Autor, Organist und Orgelforscher
- Hermann Fischer (1928–2020), deutscher Orgelforscher und Autor
- Rupert Gottfried Frieberger (1951–2016), österreichischer Organist, Komponist, Musikwissenschafter, Organologe und katholischer Theologe
- Frank Harald Greß[5] (* 1935), deutscher Orgelforscher und Autor
- Hartmut Haupt (1932–2019), deutscher Organist, Orgelforscher, Orgeldenkmalpfleger, Musikwissenschaftler und Sachbuch-Autor
- Egon Krauss (1905–1985), österreichischer Organologe, Maschinenbauingenieur und Bergführer
- Uwe Pape[6] (* 1936), deutscher Wirtschaftsinformatiker und Orgelsachverständiger
- Karl Schütz (1936–2020), österreichischer Musikpädagoge, Kirchenmusiker und Orgelforscher
- Harald Vogel[7] (* 1941), deutscher Organist, Orgelforscher, Herausgeber Alter Musik und Professor an der Hochschule für Künste Bremen
- Gerhard Walterskirchen (* 1939) ist ein österreichischer Musikwissenschaftler und Orgelforscher
- Theodor Wohnhaas (1922–2009), deutscher Musikwissenschaftler und Orgelforscher
- Jan Zwart (1877–1937), niederländischer Organist und Komponist